# Edgar Gacutan

Bischofswappen von Edgar Gacutan

Edgar Cuntapay Gacutan CICM (* 23. September 1964 in Enrile, Provinz Cagayan) ist ein philippinischer Ordensgeistlicher und römisch-katholischer Bischof von Sendai in Japan.

## Leben
Edgar Gacutan trat der Ordensgemeinschaft der Kongregation vom Unbefleckten Herzen Mariens bei. Er studierte von 1981 bis 1985 Philosophie an der Saint Louis University in Baguio City und von 1986 bis 1989 Katholische Theologie an der Maryhill School of Theology in Manila. Am 19. Oktober 1986 legte er die erste Profess ab. Von 1990 bis 1993 war Gacutan in Japan tätig, wo er am 2. Juni 1991 die ewige Profess ablegte. Anschließend kehrte er zur Fortsetzung seines Theologiestudiums auf die Philippinen zurück. Am 23. April 1994 empfing Gacutan in Enrile das Sakrament der Priesterweihe.
Im Mai 1994 wurde Gacutan erneut nach Japan entsandt. Dort wirkte er zunächst als Pfarrvikar im Erzbistum Osaka, bevor er 1997 Direktor der Youth Catholic Workers in Osaka wurde. Von 2013 bis 2017 war Edgar Gacutan Pfarrer in Ōfunato im Bistum Sendai, bevor er Pfarrer in Matsubara im Bezirk Setagaya im Erzbistum Tokio wurde.
Neben seiner Tätigkeit in der Pfarrseelsorge war Gacutan Koordinator (1994–1995) und später Direktor der Praktikanten der Kongregation vom Unbefleckten Herzen Mariens (1997–2003) sowie Mitglied des Provinzialrats (1995–1999). Von 1999 bis 2003 war Edgar Gacutan Vize-Provinzial der japanischen Ordensprovinz seiner Ordensgemeinschaft und von 2004 bis 2012 schließlich Provinzial. Daneben war er Präsident der Verwaltungsräte des Kindergartens Heiwa und des Gymnasiums Junshin Gakuin in Himeji (2002–2020) sowie Mitglied des Generalkomitees für Finanzangelegenheiten der Kongregation vom Unbefleckten Herzen Mariens (2009–2020). Ab 2020 war Gacutan Regionalsuperior für Japan.
Am 8. Dezember 2021 ernannte ihn Papst Franziskus zum Bischof von Sendai. Der Erzbischof von Tokio, Tarcisio Isao Kikuchi SVD, spendete ihm am 19. März 2022 in der Kathedrale von Sendai die Bischofsweihe; Mitkonsekratoren waren der Bischof von Nagoya, Michael Gorō Matsuura, und der Bischof von Saitama, Mario Michiaki Yamanouchi SDB.